# Les Quatre Saisons (Sozzi)
Pour les articles homonymes, voir Les Quatre Saisons (homonymie).
Les Quatre Saisons (en italien : Le quattro stagioni) est un cycle de quatre fresques de Francesco Sozzi réalisé en 1760 au Palazzo Isnello, à Palerme.
L'œuvre se distingue par son élégance et les solutions décoratives adoptées par Sozzi.

## Histoire  et description
L'œuvre a été peinte sur la voûte de la Salle des Quatre Saisons de Palazzo Isnello, et achevée en 1760.
Les quatre fresques allégoriques représentant « Les Quatre Saisons », sont contenues dans des cadres en stucs en forme d'ailes de papillons, solution décorative adoptée pour la première fois au Palais d’Isnello.
Chacune des saisons est représentée par l'image d'une divinité: Vénus est le printemps, Cérès est l'été, Bacchus est l'automne, Éole est l'hiver.
Pour son aspect de mondanité précieuse, autant que l'Allégorie de la Sagesse de la Bibliothèque du Palais Alliata di Pietratagliata, l'œuvre est considérée comme la meilleure parmi celles de Francesco Sozzi et l'une des fresques les plus gracieuses du rococo palermitain.